# Comté de Booringa
Le comté de Booringa (en anglais : Shire of Booringa) est une ancienne zone d'administration locale située dans l'État du Queensland en Australie, dont le siège était Mitchell.
S'étendant sur 27 793 km2 dans le sud du Queensland, le comté comprenait les localités de Mitchell, Amby et Mungalalla.
Créé le 11 novembre 1879 sous le nom de division de Wallumbilla, il est rebaptisé division de Booringa le 18 juillet 1891 avant de devenir comté de Booringa le 31 mars 1903. Il est dissous le 15 mars 2008 et fusionné avec les comtés de Bendemere, Bungil, Warroo et la ville de Roma pour former la région de Roma, devenu région de Maranoa en 2009.
En 2006, la population s'élevait à 1 706 habitants.